# 1,5-Dihydroxynaphthalin
1,5-Dihydroxynaphthalin (abgeleitet von Naphthalin) ist eine chemische Verbindung aus der Gruppe der Naphthalindiole.

## Gewinnung und Darstellung
1,5-Dihydroxynaphthalin kann durch alkalische Hydrolyse des Dinatriumsalzes von Naphthalin-1,5-disulfonsäure bei Temperaturen von 270 bis 290 °C und bei 14 bis 20 bar gewonnen werden.

## Eigenschaften
1,5-Dihydroxynaphthalin ist ein brennbarer, schwer entzündbarer Feststoff mit schwachem Geruch. Er zersetzt sich bei Erhitzung über 250 °C. Aus wässrigem Methylglycol kristallisiert 1,5-Dihydroxynaphthalin in farblosen Nadeln. Die Verbindung ist sublimierbar, leicht löslich in Diethylether und Aceton, jedoch schwerlöslich in Wasser und Kohlenwasserstoffen.

## Verwendung
1,5-Dihydroxynaphthalin wird als Zwischenprodukt zur Herstellung von Azofarbstoffen, Pharmazeutika und für Fotochemikalien verwendet.
Beispielsweise erhält man durch Umsetzung von 1,5-Dihydroxynaphthalin als Kupplungskomponente mit diazotierter 3-Amino-4-hydroxybenzolsulfonsäure den Beizenfarbstoff C.I. Mordant Black 9.
Die Reaktion von 1,5-Dihydroxynaphthalin mit Peressigsäure im Überschuss liefert ein Gemisch aus Juglon und 2-Hydroxy-1,4-naphthochinon.